# César Vallejo

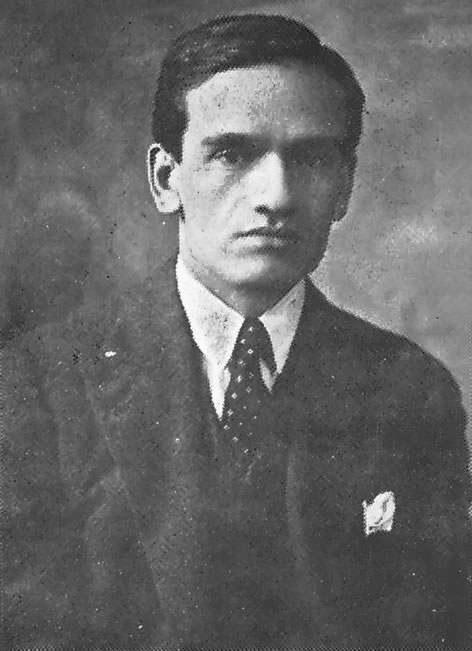
César Vallejo, 1922

César Abraham Vallejo Mendoza (* 16. März 1892 in Santiago de Chuco, Peru; † 15. April 1938 in Paris, Frankreich) war ein peruanischer Dichter, Schriftsteller und Journalist und ein wichtiger Vertreter der spanischsprachigen Avantgarde.

## Leben
César Vallejo wurde als jüngstes von elf Geschwistern (4 Schwestern und 6 Brüder) einer Mestizenfamilie, sogenannten cholos, in Santiago de Chuco, einem Dorf in den peruanischen Anden geboren. Beide Eltern, Francisco de Paula Vallejo, ebenso wie dessen Frau María de los Santos Gurrionero, waren Kinder von spanischstämmigen katholischen Priestern und indigenen Frauen. Er besuchte die Sekundarschule in Huamachuco, begann 1908 erste Gedichte zu schreiben und studierte ab 1910 Literatur (filosofía y letras) an der Universidad de la Libertad in Trujillo. Aus Geldmangel brach er das Studium in Trujillo und einen weiteren Studienversuch 1911 im Lima ab und verdiente sich seinen Lebensunterhalt als Hauslehrer und Hilfskassierer auf der Zuckerfarm Roma. Hier lernte er die Ausbeutung der Land- und Bergbauarbeiter kennen, was ihn in seiner späteren literarischen und politischen Arbeit stark beeinflussen sollte. 1913 schrieb er sich erneut an der Universität ein. 1915 erlangte er einen Lizenziats-Abschluss in spanischer Literatur mit der Arbeit El Romanticismo en la poesía castellana über die spanische Romantik. 1915 bis 1917 belegte er Vorlesungen in Recht. 1916 erschienen seine Gedichte in den Zeitungen Balnearios (Lima), El Liberal (Bogotá) und El Guante de Guayaquil. In dieser Zeit unterhielt er Liebesbeziehungen mit zahlreichen Frauen, was im Zusammenhang mit einer gewissen Mirtho auch zu einem Selbstmordversuch führte.
Nach dem Studium lebte Vallejo ab 1918 in Lima, wo er wichtige Vertreter der intellektuellen Linken kennenlernte. Sein dichterisches Schaffen erhielt wachsende Aufmerksamkeit, Abraham Valdelomar schrieb über ihn für die Zeitschrift Sudamérica den Artikel La génesis de un gran poeta. César Vallejo, el poeta de la ternura (dt. Die Genese eines großen Dichters. César Vallejo, der Dichter der Zärtlichkeit). Mit José Carlos Mariátegui arbeitete Vallejo an der Zeitschrift Nuestra Época.

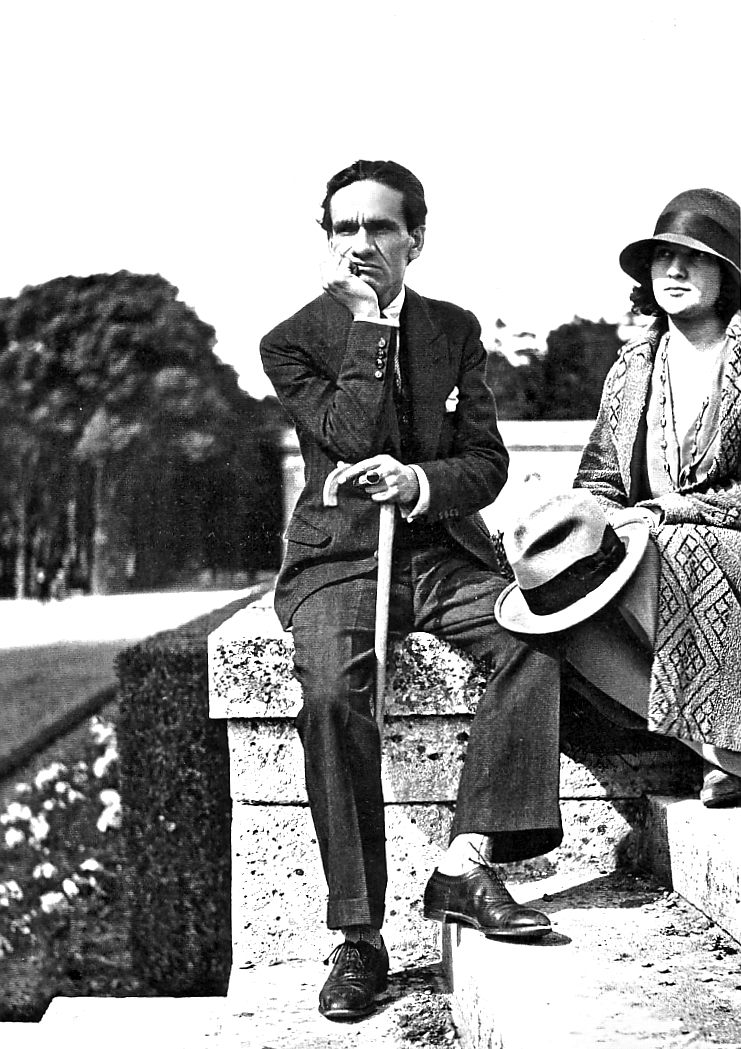
Mit Georgette 1929 in Paris

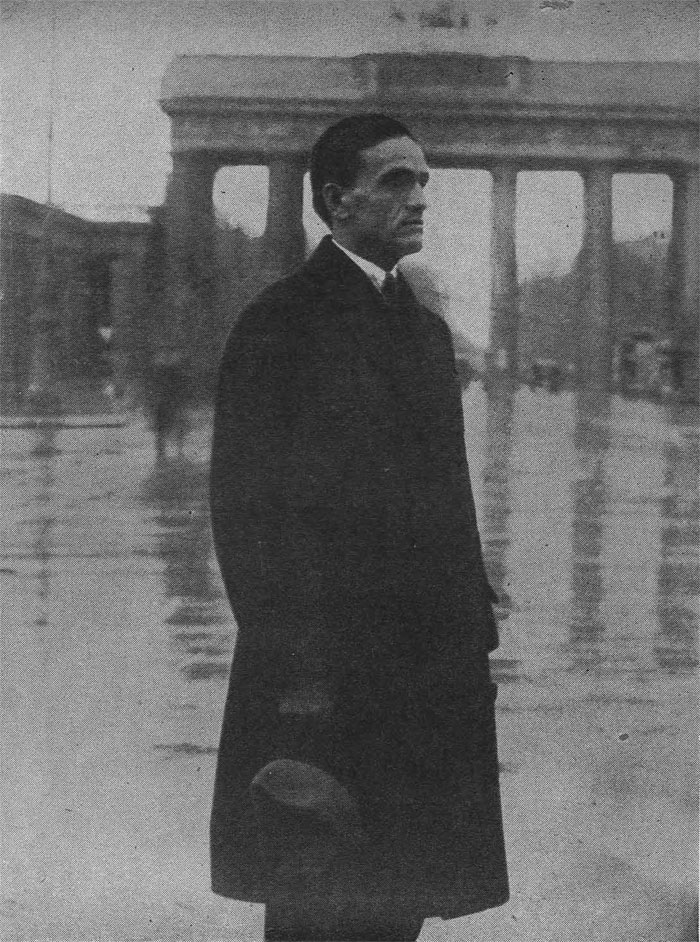
In Berlin 1929

Er gab Nachhilfestunden und erhielt schließlich eine Anstellung als Lehrer an Colegio particular Barrós. Mit dem Tod des Direktors folgte er diesem im Amt nach. Er verlor die Anstellung, nachdem er sich geweigert hatte, seine schwangere Geliebte María Rosa Sandoval zu heiraten; diese starb nach einer von ihm initiierten Abtreibung, damit endete auch seine Beziehung mit einer gewissen Otilia. Auch der frühe Tod seines Freundes und Förderers Valdelomar traf ihn schwer. In dieser Zeit, um 1918, schrieb er sein Erstlingswerk, den 72 Gedichte enthaltenden Band Los heraldos negros. 1920 beendete er eine Anstellung als Lehrer am Colegio Guadalupe in Lima. Am 1. August 1920 geriet er bei einem Besuch seines Heimatortes in einen bewaffneten Aufstand, wurde am 31. August zu Unrecht als geistiger Urheber der Vorfälle angeklagt und verbrachte, nach einigen Versuchen sich bei Freunden zu verstecken, ab dem 7. November 1920 drei Monate und zwei Wochen im Gefängnis. Diesen Gefängnisaufenthalt verarbeitete er auch in seinen Erzählungen Escalas Melografiadas von 1923. Zahlreiche Journalisten, Anwälte und Studenten hatten sich für seine Freilassung eingesetzt, die ihm am 26. Februar 1921 unter Auflagen gewährt wurde. In Lima nahm Vallejo seine Unterrichtstätigkeit am Colegio Guadalupe wieder auf.
Nach der Veröffentlichung von Trilce, 1922 in einer Auflage von 200 Exemplaren erschienen, verlor César Vallejo eine weitere Lehrerstelle und emigrierte am 17. Juni 1923 an Bord des Dampfers Oraya nach Europa. Hier ließ er sich in Paris nieder, das er am 13. Juli erreichte. Das Verfahren gegen ihn wurde in Peru bis 1926 keineswegs eingestellt, was ihn jahrelang an einer Heimkehr hinderte. Seinen Lebensunterhalt verdiente er als Journalist. Er schrieb insgesamt etwas mehr als 300 Artikel für die peruanischen Zeitungen El Norte, Mundial, Variedades und El Comercio. Die Aufträge erhielt er vom neu gegründeten Bureau des Grands Journaux Latino-Américains. Um die ausstehende Bezahlung seiner Arbeit musste er sich häufig lange bemühen.
Von 1925 bis zu seinem Verzicht auf das Geld aus Abneigung gegen die Diktatur von Miguel Primo de Rivera im Jahr 1927 erhielt er ein bescheidenes Stipendium Spaniens für sein in Peru begonnenes Rechtsstudium, das er jedoch nie beendete. Zu diesem Zweck hielt er sich 1925 kurz in Madrid auf. Einen weiteren Nebenverdienst bildeten Übersetzungen, etwa von Henri Barbusse und Marcel Aymé. Zu seinen persönlichen Bekanntschaften in Paris zählten ab 1924 Vicente Huidobro, Juan Gris und Juan Larrea. Im Juli und Oktober 1926 veröffentlichte er mit Larrea zwei Nummern der kurzlebigen Zeitschrift Favorables París Poema. In dieser Zeit lebte er mit Henriette Maisse, die ihm, zusammen mit einigen Freunden, nach einer Erkrankung 1928, einen Kuraufenthalt auf dem Land nahe Paris ermöglichte. Ein Gericht in Trujillo hatte 1926 den Haftbefehl gegen ihn erneuert.
In der Folgezeit nahmen kommunistische Einflüsse auf sein Werk zu. Im Herbst 1928 folgte er einer Einladung in die Sowjetunion, eine Reise, die er allein unternahm, zunächst in der Hoffnung sich dort sogleich niederzulassen. Er kehrte aber nach spätestens drei Wochen nach Frankreich zurück. Im Herbst 1929 reiste er mit Georgette Philippart erneut in die Sowjetunion, diesmal auf eigene Kosten, und ein drittes Mal zum Internationalen Schriftstellerkongress im Oktober 1931, ein Aufenthalt, den er vorzeitig beendete. Ab Mai 1930 bis Februar 1932 lebte er in Madrid, da sein Versuch nach Frankreich zurückzukehren am 29. Dezember 1930 mit einer Ausweisung endete. Nach der Ausrufung der Zweiten Spanischen Republik wurde er Mitglied des Partido Comunista de España, sowie 1931 im Kongreß Antifaschistischer Autoren. Mit Federico García Lorca verband ihn eine Freundschaft. Er begegnete Miguel de Unamuno, Antonio Machado und Luis Cernuda.
Nachdem er erklärt hatte, sich künftig jeglicher politischer Tätigkeit zu enthalten, lebte er ab dem 12. Februar 1932 erneut in Paris, wo er am 11. Oktober 1934 Georgette Philippart zivil heiratete, die er seit 1926 kannte. Seine finanzielle Situation hatte sich erneut deutlich verschlechtert. Das Ehepaar war gezwungen Georgettes Wohnung in der Rue Molière zu verkaufen. Ihre Bleibe waren fortan billige Hotels und Pensionen, ab 1936 das Hotel du Maine. 1936 begann Vallejo neben seiner Tätigkeit für die Zeitschriften Germinal, Beaux-Arts und L’Amérique Latine auch Sprachunterricht zu geben.
Nach dem Ausbruch des Spanischen Bürgerkriegs verschrieb sich Vallejo zunehmend der politischen Arbeit. Mitte Dezember 1936 reiste er für zwei Wochen nach Barcelona und Madrid. Eine erneute Reise ins Bürgerkriegsland machte er in Begleitung seiner Frau 1937 nach Valencia, wo er Peru am zweiten Congreso Internacional de Escritores para la Defensa de la Cultura (dt. Internationaler Schriftstellerkongress für die Verteidigung der Kultur) der Allianz der antifaschistischen Intellektuellen vertrat. Im selben Jahr wurde er zum Sekretär der peruanischen Sektion gewählt. Auf der Reise gelangte er auch nach Jaén und ins umkämpfte Madrid. 1937 gründete er zusammen mit Pablo Neruda, mit dem er sich später jedoch zerstritt, in Paris das Comité Iberoamericano para la Defensa de la República Española (dt. Lateinamerika-Komitee zur Unterstützung der spanischen Republik), was ihn weiterhin der Gefahr einer Landesverweisung aussetzte. Der sich immer deutlicher abzeichnende Niedergang der Zweiten Republik traf ihn schwer. Seinen Schmerz ließ er in das Gedicht España, aparta de mí este cáliz (dt. Spanien, nimm diesen Kelch von mir) einfließen. 1937 unternahm er deshalb erneut Anstrengungen, Zusicherungen für eine straffreie Rückkehr nach Peru zu erhalten. Am 24. März 1938 wurde er wegen einer nicht diagnostizierbaren Krankheit hospitalisiert.
Nach seinem Tod in der Klinik Arago am Morgen des 15. April 1938 wurde er auf dem Friedhof von Montrouge bei Paris beerdigt. Am 3. April 1970 wurden seine sterblichen Überreste exhumiert und auf den Friedhof Montparnasse in Paris verlegt. Erst 1949 erschien die erste Neuauflage von Los heraldos negros.

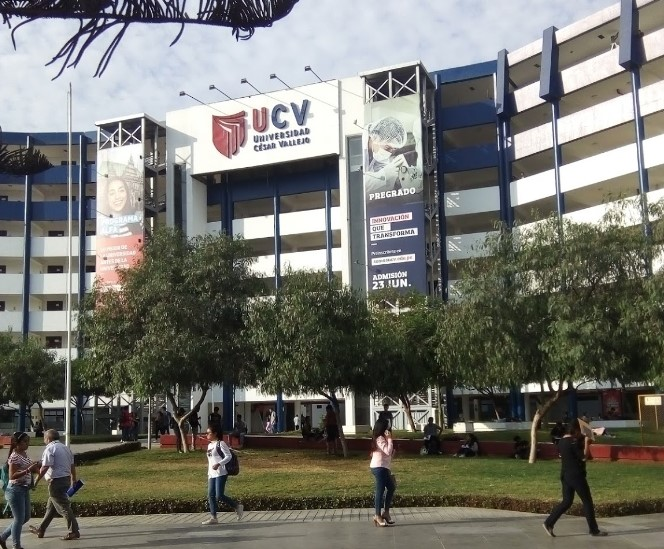
Universidad César Vallejo in Lima

## Ehrungen
Die private Universidad César Vallejo (UCV) mit dem Hauptcampus in Trujillo und Nebenstellen in Chiclayo, in Chimbote, in Lima, in Piura und in Tarapoto trägt seinen Namen.

## Werk

### Gedichte
Obwohl während seiner Lebenszeit nur drei seiner Bücher veröffentlicht wurden, gilt César Vallejo dennoch als einer der großen poetischen Neuerer der spanischen Sprache des 20. Jahrhunderts. Immer einen Schritt den literarischen Strömungen der Zeit voraus, war jedes seiner Bücher stilistisch vom anderen verschieden und in eigenem Sinne revolutionär.

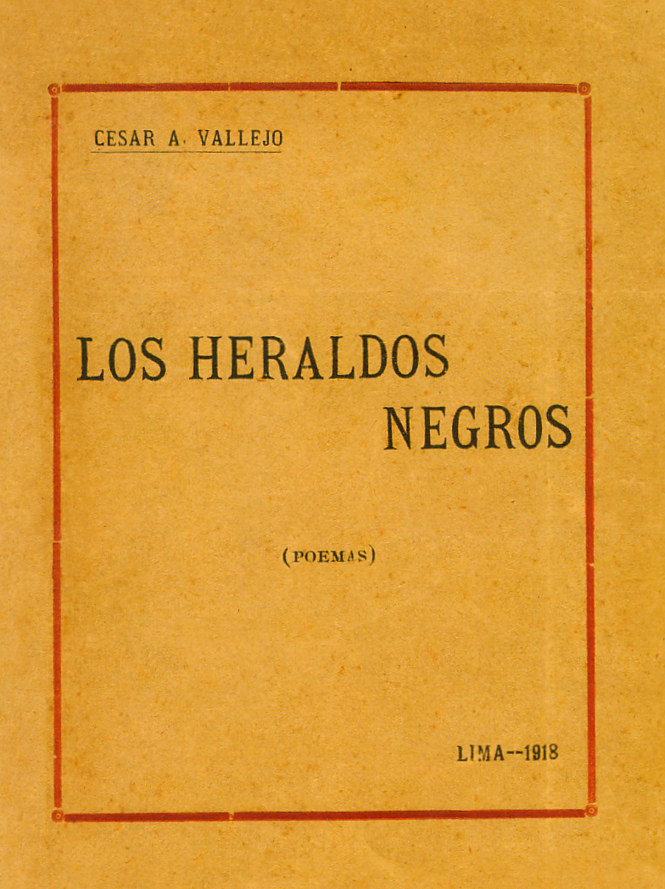
Erstausgabe von Los heraldos negros von 1918

- Los heraldos negros (Lima 1918, im Handel ab Juli 1919[2]), „Die schwarzen Boten“; dt. von Curt Meyer-Clason, Aachen, 2000. ISBN 3-89086-794-4
- Trilce (1922), Originalausgabe mit Vorwort von Antenor Orrego; dt. von Curt Meyer-Clason, Aachen, 1998. ISBN 3-89086-865-7
- España, aparta de mí este cáliz (1937), „Spanien, nimm diesen Kelch von mir“; dt. von Curt Meyer-Clason, Aachen, 1998. ISBN 3-89086-863-0
- Poemas humanos (Paris, Éditions des Presses Modernes, 1939), „Menschliche Gedichte“; dt. von Curt Meyer-Clason, Aachen, 1998. ISBN 3-89086-864-9
- Complete Poetry: A Bilingual Edition, University of California Press (Taschenbuch), 2009, ISBN 0-520-26173-9

### Theaterstücke
Vallejo schrieb fünf Theaterstücke, von denen zu seinen Lebzeiten aber keines aufgeführt oder veröffentlicht wurde.
- Mampar (1930, Manuskript wahrscheinlich vom Autor zerstört)
- Moscú contra Moscú (1930), in französischer Sprache
- Lock-Out (1930), in französischer Sprache
- Entre las dos orillas corre el río (1930er Jahre)
- Colacho hermanos o Presidentes de América (1934), Satire
- La piedra cansada (1937)

Ausgabe: Teatro completo, Lima, Fondo Editorial Pontificia Universidad Católica del Perú, 1979

### Roman
- El Tungsteno (1931)

### Prosa
- Novelas y cuentos completos. Lima, Francisco Moncloa Editores, 1967

### Drehbücher
- Charlot contra Chaplin (1935)
- Colacho Hermanos (1935, Drehbuchversion)

### Essays und Reportagen
- Rusia en 1931, reflexiones al pie del Kremlin (Russland 1931), Madrid 1931
- Rusia ante el Segundo Plan Quinquenal (1932, veröffentlicht 1965)
- Autopsy on surrealism, Willimantic, CT : Curbstone Press, 1982
- Ensayos y reportajes completos, Lima: Pontificia Universidad Católica del Perú: 2002: CIX, 638 S. : Ill.